# (96268) Tomcarr
(96268) Tomcarr – planetoida z pasa głównego asteroid okrążająca Słońce w ciągu 4 lat i 58 dni w średniej odległości 2,59 j.a. Została odkryta 20 września 1995 roku w Steward Observatory należącym do Catalina Station przez Timothy'ego Spahra. Nazwa planetoidy pochodzi od Thomasa D. Carra (ur. 1917), twórcy programu astronomicznego na Uniwersytecie Florydy. Przed nadaniem nazwy planetoida nosiła oznaczenie tymczasowe (96268) 1995 SA55.